# Edla Bohlin
Edla Oscaria Bohlin, född Andersson den 31 december 1879 i Stockholm, död den 1 januari 1970 i Matteus församling, Stockholm, var en svensk konsthantverkare. Hon var från 1901 gift med Wilhelm Bohlin. Bohlins konst består av silhuetter och målningar på sidentyg. Makarna Bohlin är begravda på Revinge kyrkogård.